# Chōzuya

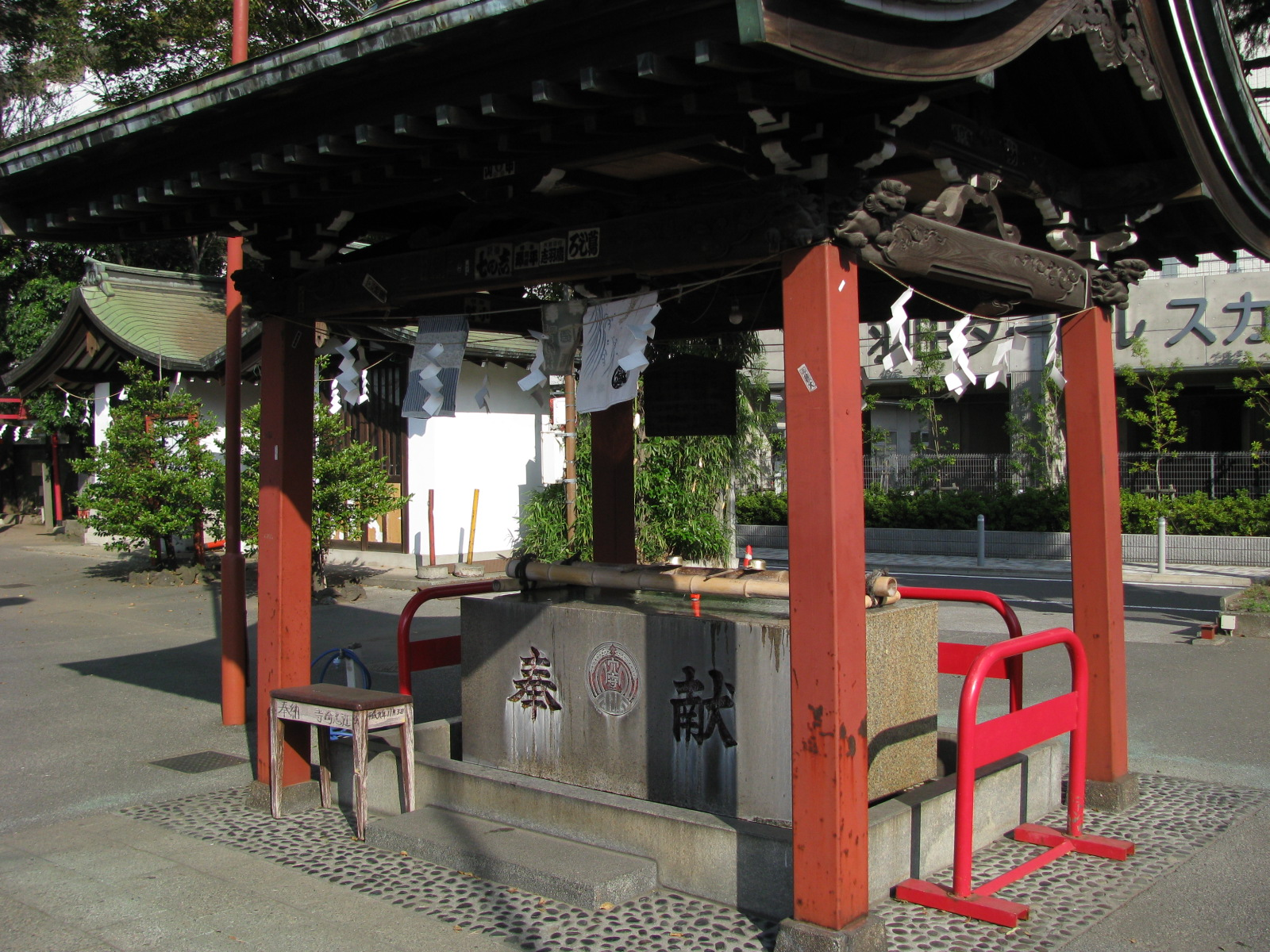
Un chōzuya

Un chōzuya o temizuya (手水舎?) è un padiglione di abluzione destinato ad un rito cerimoniale di purificazione tipico dello Shintoismo chiamato temizu.

## Descrizione
I bacini d'acqua, chiamati chōzubachi, sono utilizzati dai fedeli per lavare la propria mano sinistra, mano destra, bocca e infine la borsa dell'acqua per purificare se stessi prima di avvicinarsi al principale santuario shintoista o shaden (in giapponese 社殿?).